# Île Conanicut
L'île Conanicut est une île située dans la baie de Narragansett dans l'État américain de Rhode Island. D'une superficie de 24,46 km2, elle comptait 5 622 habitants en 2000. La ville de Jamestown comprend la totalité du territoire de l'île.
Le Claiborne Pell Newport Bridge, pont suspendu inauguré en 1969, relie l'île Aquidneck à Conanicut et le Jamestown-Verrazano Bridge, pont inauguré en 1992, relie l'île à North Kingstown.
De 1900 à la Seconde Guerre mondiale, l'île comportait un fort militaire, Fort Getty.